# Los Angeles Heat
Los Angeles Heat is een voormalige Amerikaanse voetbalclub uit Los Angeles, Californië. De club werd opgericht in 1986 en opgeheven in 1990. De club speelde vier seizoenen in de Western Soccer Alliance en één seizoen in de American Professional Soccer League. Hierin werden geen opmerkelijke resultaten behaald.

## Bekende (oud-)spelers
- Justin Fashanu
- Paul Krumpe